# Oliva de la Frontera (kommun)
Oliva de la Frontera är en kommun i Spanien.   Den ligger i provinsen Provincia de Badajoz och regionen Extremadura, i den sydvästra delen av landet, 400 km sydväst om huvudstaden Madrid. Antalet invånare är 5 513.